# ویکتور سووروف
ویکتور سووروف (روسی: Владимир Богданович Резун؛ زادهٔ ۲۰ آوریل ۱۹۴۷) نویسنده و مورخ نظامی  اهل اتحاد جماهیر شوروی سوسیالیستی و روسیه است که تعدادی کتاب درباره جنگ نوشته است.